# Spoorlijn Saint-Gervais-les-Bains-Le Fayet - Vallorcine (grens)
De spoorlijn Saint-Gervais – Vallorcine is een meter Franse bergspoorlijn zonder tandstaaf maar met remstaaf en stroomrail tussen Saint-Gervais-les-Bains en Vallorcine bij de Zwitserse grens.
De treinen van de Zwitserse MC en Franse SNCF voeren sinds 1997 de merknaam Mont-Blanc Express.

## Traject
De spoorlijn volgt de vallei van de Arve stroomopwaarts via Les Houches en Chamonix tot Montroc. Hier kruist de spoorlijn de waterscheiding met de Zwitserse Eau Noire via de tunnel van Montroc (of "Montets-Tunnel") onder de Col des Montets. Deze tunnel vormt met zijn lengte van 1,9 kilometer de langste tunnel van de spoorlijn. Na de tunnel gaat het bergaf via de gehucht "Le Buet" (halte) en "Les Montets" (geen halte) tot Vallorcine.

## Geschiedenis
Het traject werd door de Compagnie des chemins de fer de Paris à Lyon et à la Méditerranée (PLM) in fases geopend.
- 1898: tussen Saint-Gervais-les-Bains-Le Fayet en Cluses
- 25 juli 1901: tussen Cluses en Chamonix
- 25 juli 1906: tussen Chamonix en Argentière
- 25 augustus 1906: tussen Martigny en Le Châtelard
- 1 juli 1908: tussen Argentière en Le Châtelard

In de winter 1905/1906 werden voor een doorlopende bedrijfsvoering twee sneeuwploegen aangeschaft.

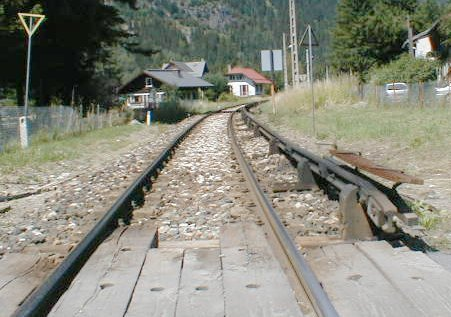
Overweg bij Les Praz-de-Chamonix op 21 juli 2000

Het traject van Annemasse/Parijs naar (Saint-Gervais-les-Bains-Le Fayet) werd vanaf 1883 gebouwd door de Compagnie des chemins de fer de Paris à Lyon et à la Méditerranée (PLM). In 1886 werd begonnen met de bouw van het traject van Cluses naar Chamonix door de Compagnie des chemins de fer de Paris à Lyon et à la Méditerranée (PLM). Op het trajectdeel van Cluses naar Saint-Gervais-Le Fayet werd normaalspoor aangelegd en op het trajectdeel van Saint-Gervais-Le Fayet naar Chamonix werd meterspoor aangelegd.
De smalspoorlijn Saint-Gervais – Vallorcine heeft een spoorbreedte van een meter en had in het midden een extra rail voor het remmen. Deze rail werd in de jaren 1980 verwijderd. Voor de stroomvoorziening is een stroomrail in plaats van een bovenleiding aanwezig. In tegenstelling tot de meeste metrolijnen met een dergelijke stroomrail is deze stroomrail niet afgeschermd.

## Treindiensten
De treindienst werd in het begin uitgevoerd door de Compagnie des chemins de fer de Paris à Lyon et à la Méditerranée (PLM). Vanaf 1901 reden alleen in juli en medio december drie treinen per dag.
Tijdens de Eerste Wereldoorlog viel het personenvervoer nagenoeg weg.

## Aansluitingen
In de volgende plaatsen was of is er een aansluiting van de volgende spoorlijnen:

### Saint-Gervais-les-Bains-Le Fayet
- La Roche-sur-Foron – Saint-Gervais, spoorlijn tussen La Roche-sur-Foron en Saint-Gervais
- Tramway du Mont-Blanc (TMB), bergspoorlijn van Chamonix-Mont-Blanc naar de Mont Blanc

### Chamonix-Mont-Blanc
- Chemin de fer du Montenvers, naar Montenvers, en de gletsjer Mer de Glace van de Mont Blanc

### Le Châtelard
- Martigny – Châtelard, spoorlijn tussen Martigny en Le Châtelard

## Elektrische tractie
Het traject van Saint-Gervais tot Le Châtelard-Frontière werd geëlektrificeerd met een spanning van 800, later 850 volt gelijkstroom door middel van een stroomrail.

## Galerij

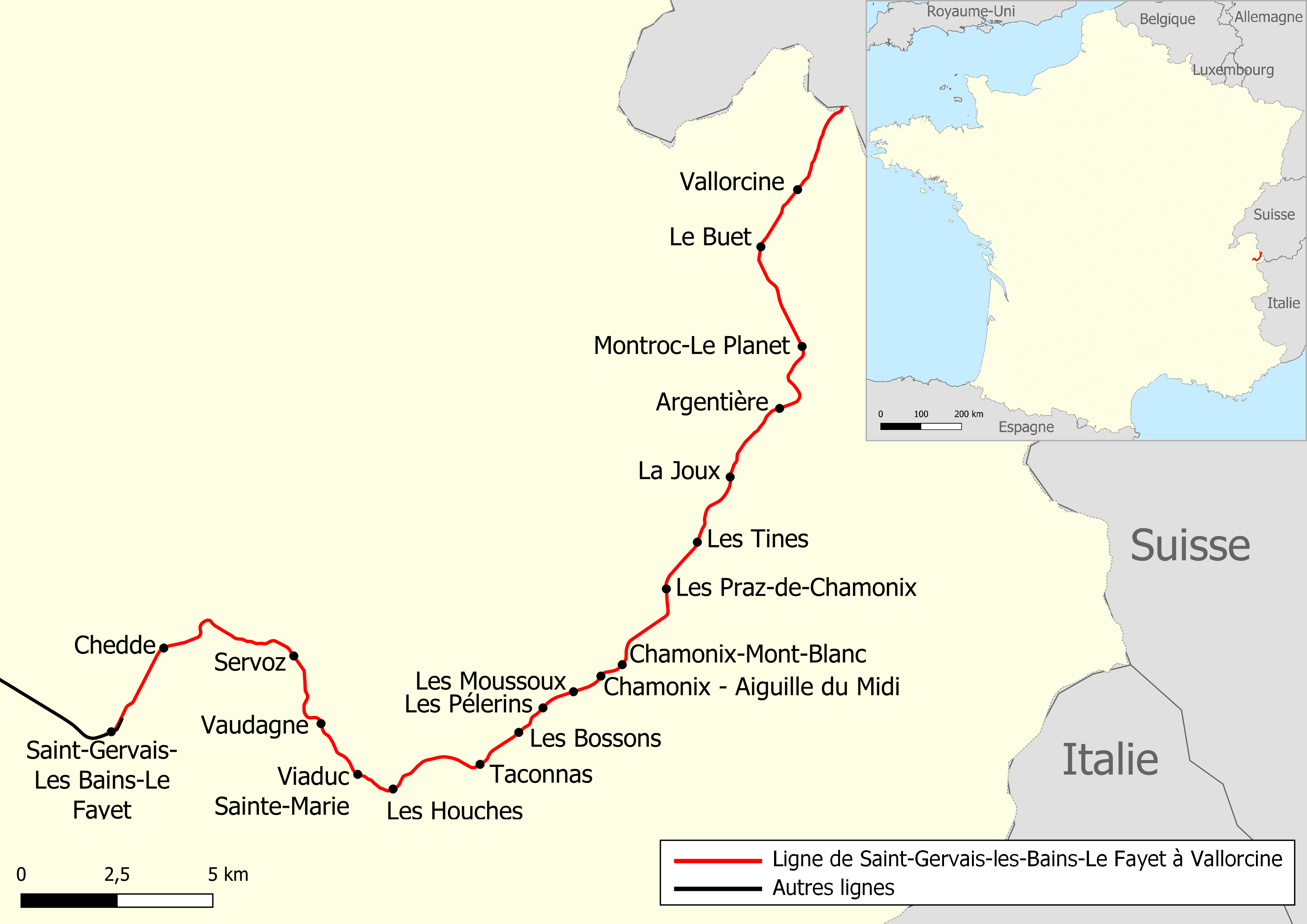
Kaart
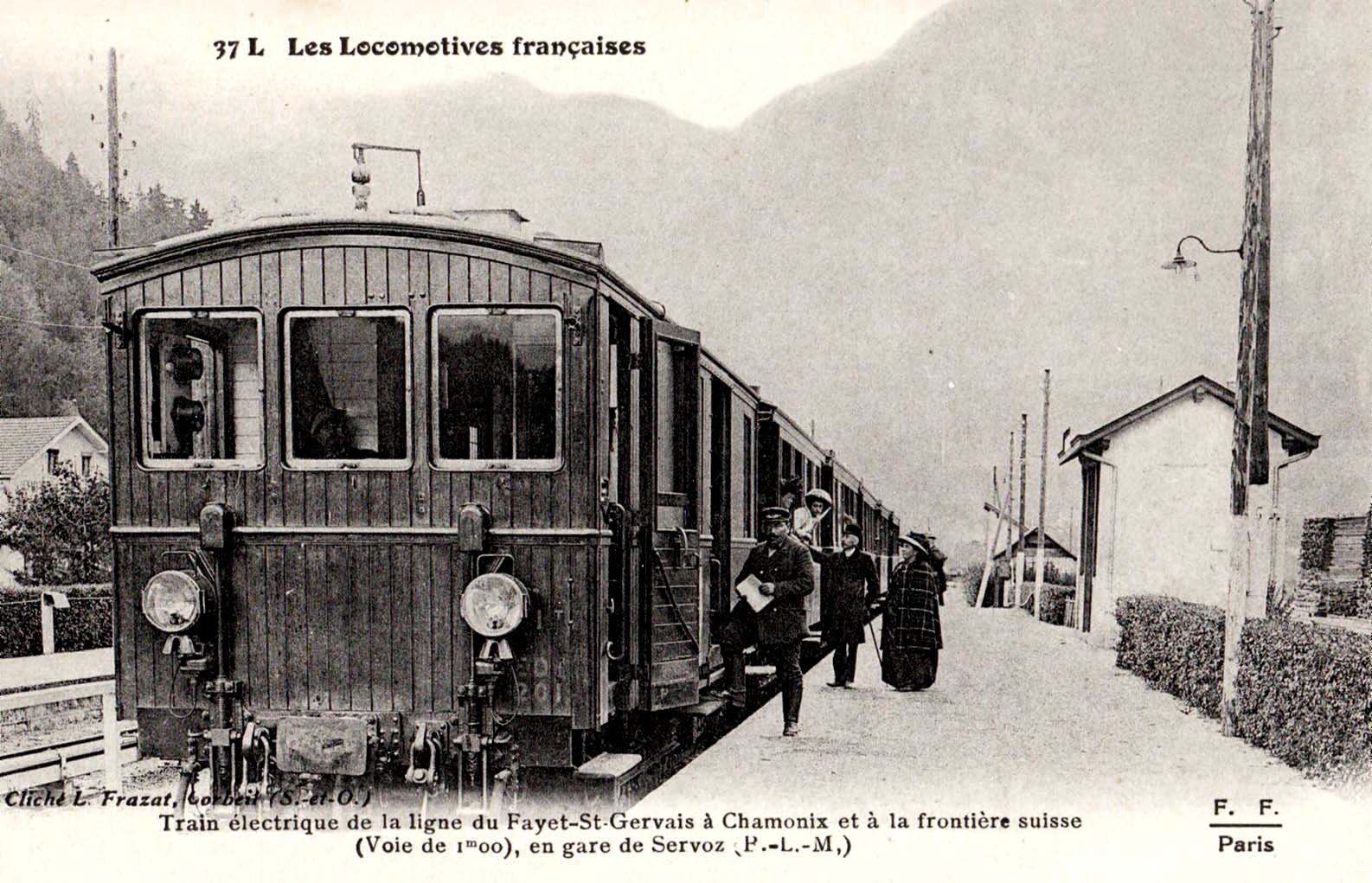
Station Servoz (oude postkaart)
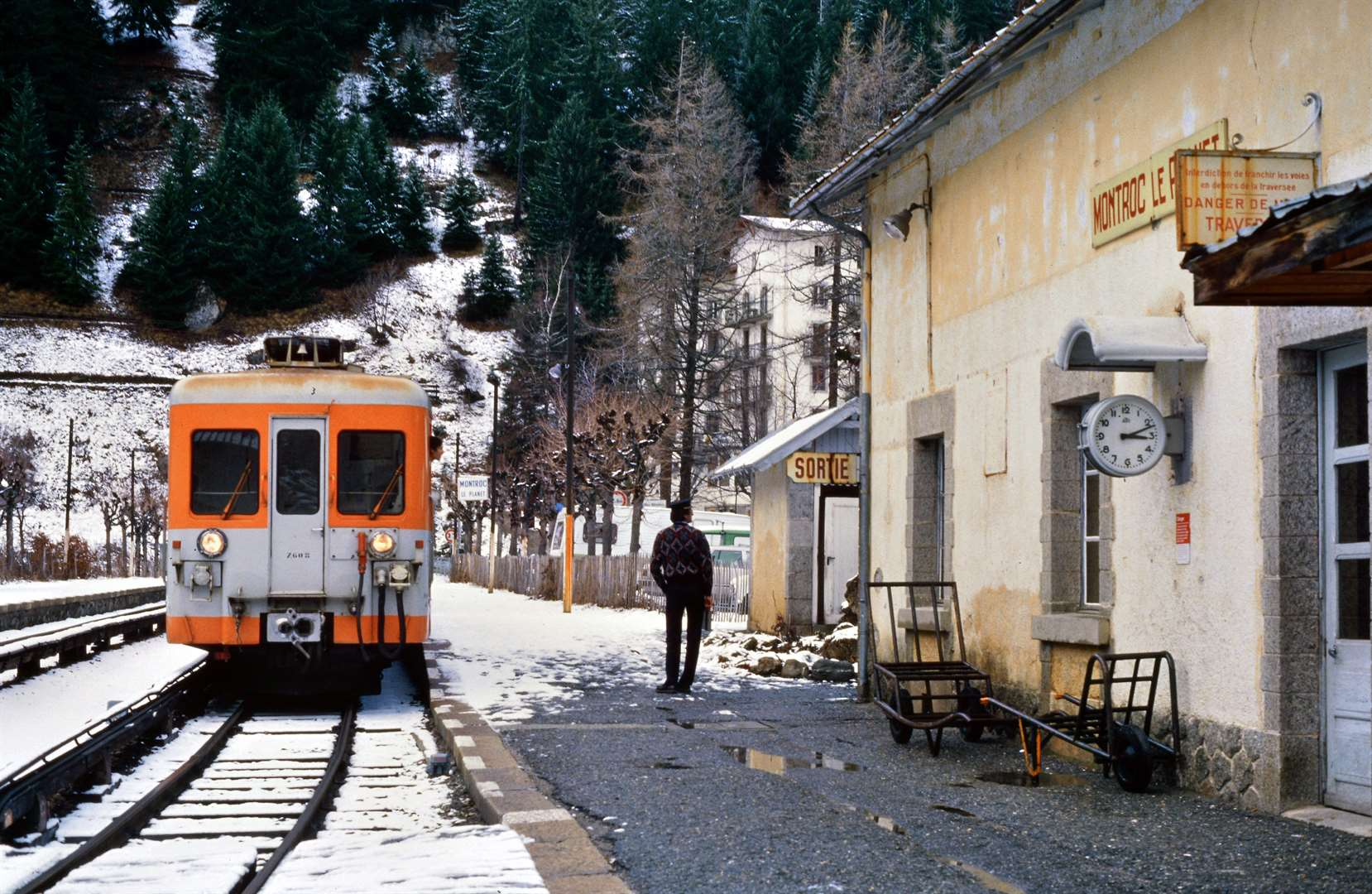
De lijn in 1988
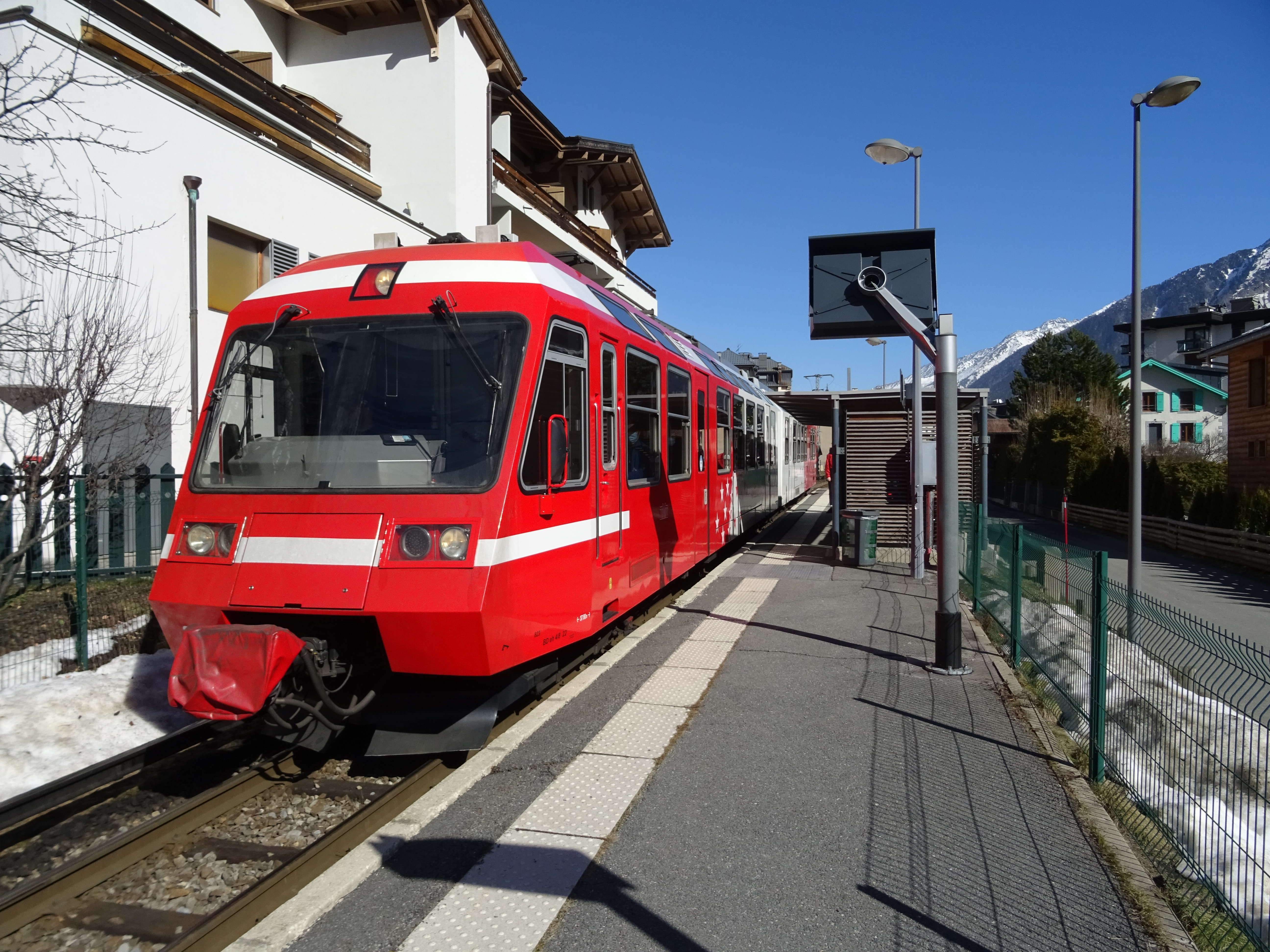
Station Chamonix-Aiguille-du-Midi
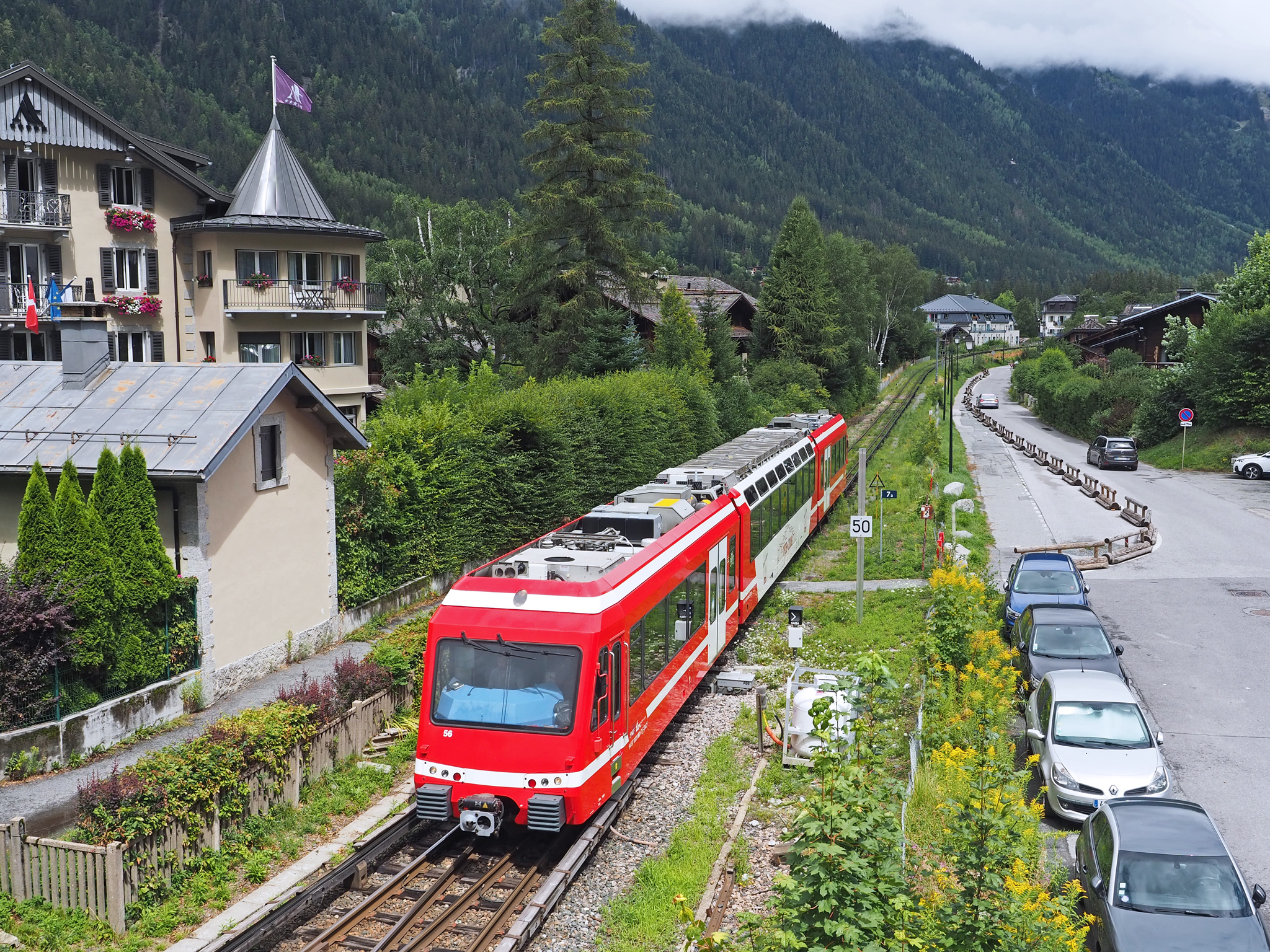
Trein vanuit Vallorcine in Chamonix-Mont-Blanc